# Kostel svatého Vojtěcha (Dolany)
Kostel svatého Vojtěcha je římskokatolický filiální kostel v Dolanech v okrese Pardubice. Novorománský kostel tvoří spolu s kaplí svatého Floriána dominantu návsi.

## Historie
Věřící z Dolan chodili dříve na bohoslužby do kostela sv. Václava v sousedních Starých Ždánicích a rozhodli se proto vystavět si vlastní kostel v roce 1913. Projekt vypracoval pardubický architekt Bóža Dvořák, oltář zhotovil Bohumil Bek a výmalbu interiéru Antonín Häusler. Dne 29. listopadu 1913 byly na věž umístěny hodiny, které zhotovil hodinář Karel Adamec z Čáslavi. Varhany v roce 1914 zhotovila firma Jan Tuček z Kutné Hory. Vysvěcení nového kostela se konalo 5. července 1914 za účasti královéhradeckého biskupa Josefa Doubravy. Kostel sv. Vojtěcha je ve vlastnictví obce Dolany a je zapsán v návrhu žádosti o kulturní památku.

## Galerie

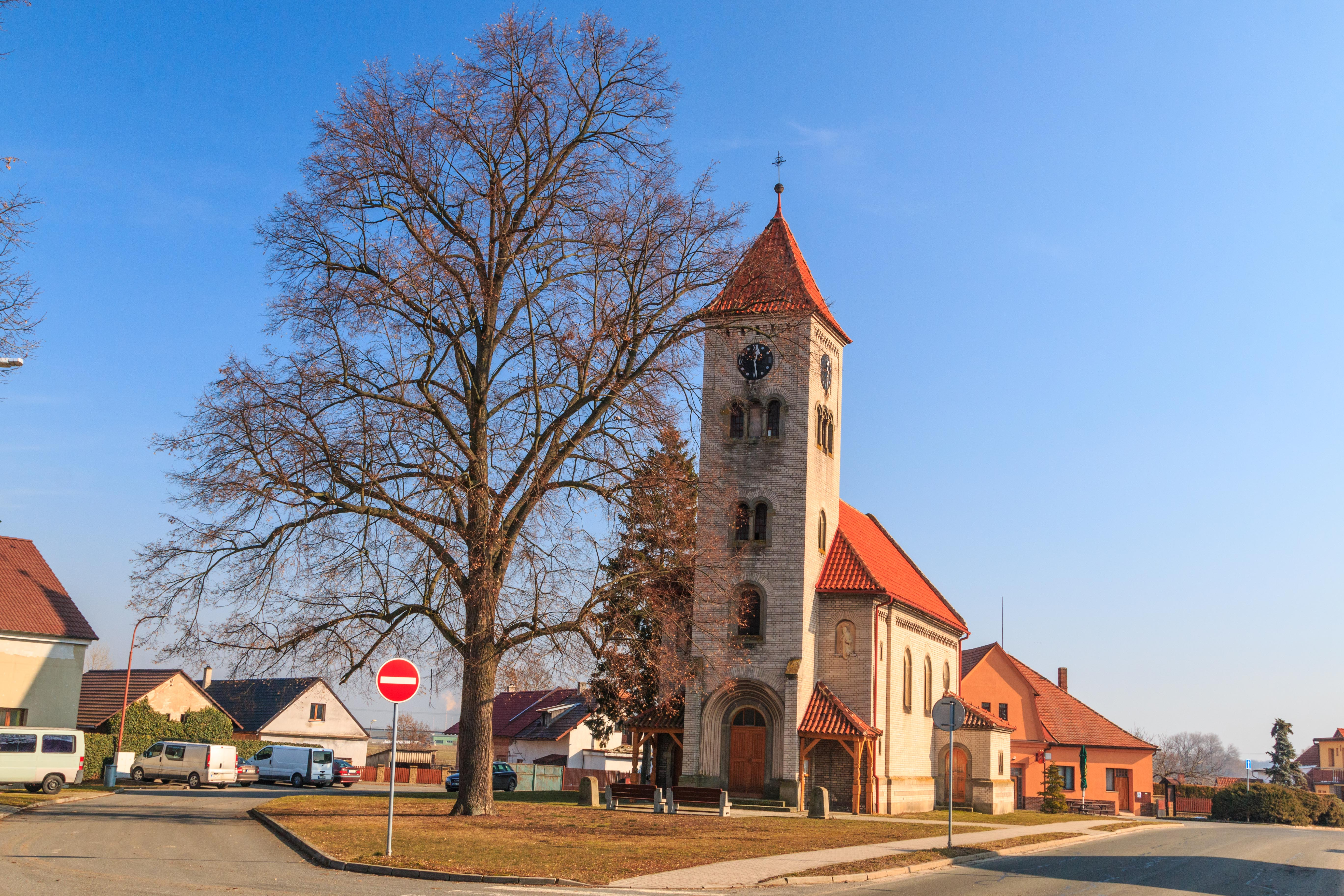
Kostel svatého Vojtěcha v Dolanech